# جون مورغان
جون مورغان (بالإنجليزية: John Morgan)‏ (1 يناير 1855 - 11 أبريل 1937 بباث) هو مدرب كرة قدم ولاعب كرة قدم بريطاني (وحمل سابقاً جنسية المملكة المتحدة لبريطانيا العظمى وأيرلندا) في مركز الدفاع. شارك مع منتخب ويلز لكرة القدم. أما مع النوادي، فقد لعب مع Cambridge University A.F.C. ‏.

## وصلات خارجية
- جون مورغان على موقع قاعدة بيانات كرة القدم.إي يو (الإنجليزية)